# Мінерали оптично позитивні
Мінерали оптично позитивні (рос. минералы оптически положительные, англ. optically positive minerals, нім. optisch positive Minerale n pl) — мінерали, в яких з віссю обертання індикатриси збігається найбільший показник заломлення (в оптичних одновісах) або він є гострою бісектрисою (в оптичних двовісах) мінералів.